# Leopoldo Azancot
Leopoldo Azancot Franco (Sevilla, 16 de agosto de 1935-Madrid, 21 de junio de 2015) fue un novelista, crítico literario y periodista español.

## Biografía
Desde su juventud, mientras estudiaba Derecho, Azancot se volcó hacia el ámbito de la creación literaria.
Gozó de cierto prestigio como crítico en las páginas de diferentes revistas especializadas y, posteriormente, en los suplementos culturales de algunos de los rotativos nacionales de mayor tirada ―como el diario ABC (de Madrid)―, en los que también dejó impresos numerosos artículos de temática variada.
Como comentarista político y periodista, fue durante muchos años subdirector de la revista Índice.
Más tarde fue miembro del Secretariado Permanente de Cultura Andaluza y miembro del consejo de redacción de la La Estafeta Literaria. Como crítico literario, trabajó asimismo en periódicos como ABC y El País (ambos de Madrid).
En 1984 conoció a la que sería su esposa, la psicóloga y pintora marroquí Preciada Azancot Medina (1943-) ―que por casualidad tenía su mismo apellido― instalándose en Madrid. Hasta que en la primavera de 1992 abandonaron España para establecerse en Venezuela. Separado de Preciada desde 2008, Azancot falleció a los 79 años en Madrid a causa de un infarto.

## Obra
Su obra consta de once libros. En 1977, la editorial Planeta (de Barcelona) publicó su novela La novia judía, que obtuvo varios premios. Dos años después, en 1979, la editorial Argos Vergara (de Barcelona) publicó su segunda novela, Fátima, la esclava. En ambas obras, el escritor sevillano dejaba ya apuntados los ejes temáticos centrales sobre los que habría de girar su posterior trayectoria literaria, marcada en todo momento por su interés en el mundo de los pueblos judío y árabe.
La crítica subrayó la desenvoltura con que Azancot narraba en su segunda novela las peripecias amorosas de la esclava leonesa Fátima, una cristiana del siglo IX que, después de haber sido islamizada en los califatos de Córdoba y Bagdad con una educación orientada a convertirla en cortesana, adquiere la condición de mujer libre y utiliza sus infalibles armas de seducción para ganar el favor y la influencia de los personajes más poderosos que pasan por su vida. El tratamiento desinhibido de los tabúes sexuales, combinado con la acertada reconstrucción del mundo árabe que Azancot logró plasmar en Fátima, la esclava, descubrió el vigoroso aliento creativo de un autor capaz de mezclar, con tanto talento como osadía, dos tendencias narrativas tan aparentemente alejadas entre sí como la novela histórica y el relato erótico.
Dentro de esta línea de creación y reconstrucción de las costumbres y formas de vida de estos pueblos ―que supuso, desde sus comienzos literarios, la introducción de unos planteamientos narrativos muy originales dentro de la novela española de la época―, en los años ochenta Leopoldo Azancot se lanzó a un vertiginoso proceso de creación que dio lugar a la publicación de cinco nuevas narraciones en otros tantos años consecutivos. La última de ellas, Los amores prohibidos, ya plenamente inserta en los postulados estéticos y argumentales específicos del subgénero de la narrativa erótica, fue reeditada después en la célebre colección de novela erótica La Sonrisa Vertical, del sello editorial catalán Tusquets de Barcelona.

## Obras[4]
- 1978: Homenaje a Juan Gil-Albert (ensayo crítico). Barcelona: César Viguera.
- 1977: La novia judía (novela). Barcelona: Planeta.
- 1979: Fátima, la esclava (novela). Barcelona: Argos Vergara.
- 1980: Ella, la loba. Madrid: Ediciones Libertarias.
- 1981: La noche española. Madrid: Cátedra.
- 1982: El amante increíble. Barcelona: Planeta.
- 1983: El rabino de Praga. Barcelona: Planeta.
- 1984: Los amores prohibidos. Barcelona: Libros y Publicaciones Periódicas.[6]
- 1987: Jerusalén, una historia de amor. Barcelona: Plaza & Janés
- 1988: Mozart, el amor y la culpa. Barcelona: Grijalbo Mondadori.
- 1992: Tribulaciones eróticas e iniciación carnal de Salomón el Magnífico. Barcelona: Tusquets.[7]
- 2001: El dibbuq. Valencia (España): Pre-Textos.[8]